# 타티야나 셸카노바
타티야나 셸카노바(러시아어: Татяна Щелканова, 1937년 4월 18일 - 2011년 11월 24일)는 러시아의 육상 선수로 1964년 올림픽 멀리뛰기에서 동메달을 획득했다. 그녀는 1961년에 6.48m에서 세계 기록을 세웠다. 그녀는 1962년에 6.53m로 확장했고 1964년에 6.70m로 확장했다. 그러나, 그녀는 올림픽 결승전에서 우승자 메리 랜드가 6.76m에서 세계 기록을 깨면서 겨우 6.42m를 뛰는데 그쳤다.
현역에서 은퇴한후 그녀는 상트페테르부르크 주립 대학의 정보통신 부서로 일했다.

## 참조
1. ↑  타티야나 셸카노바 보관됨 2018-06-17 - 웨이백 머신. sports-reference.com